# Amílcar Cabral

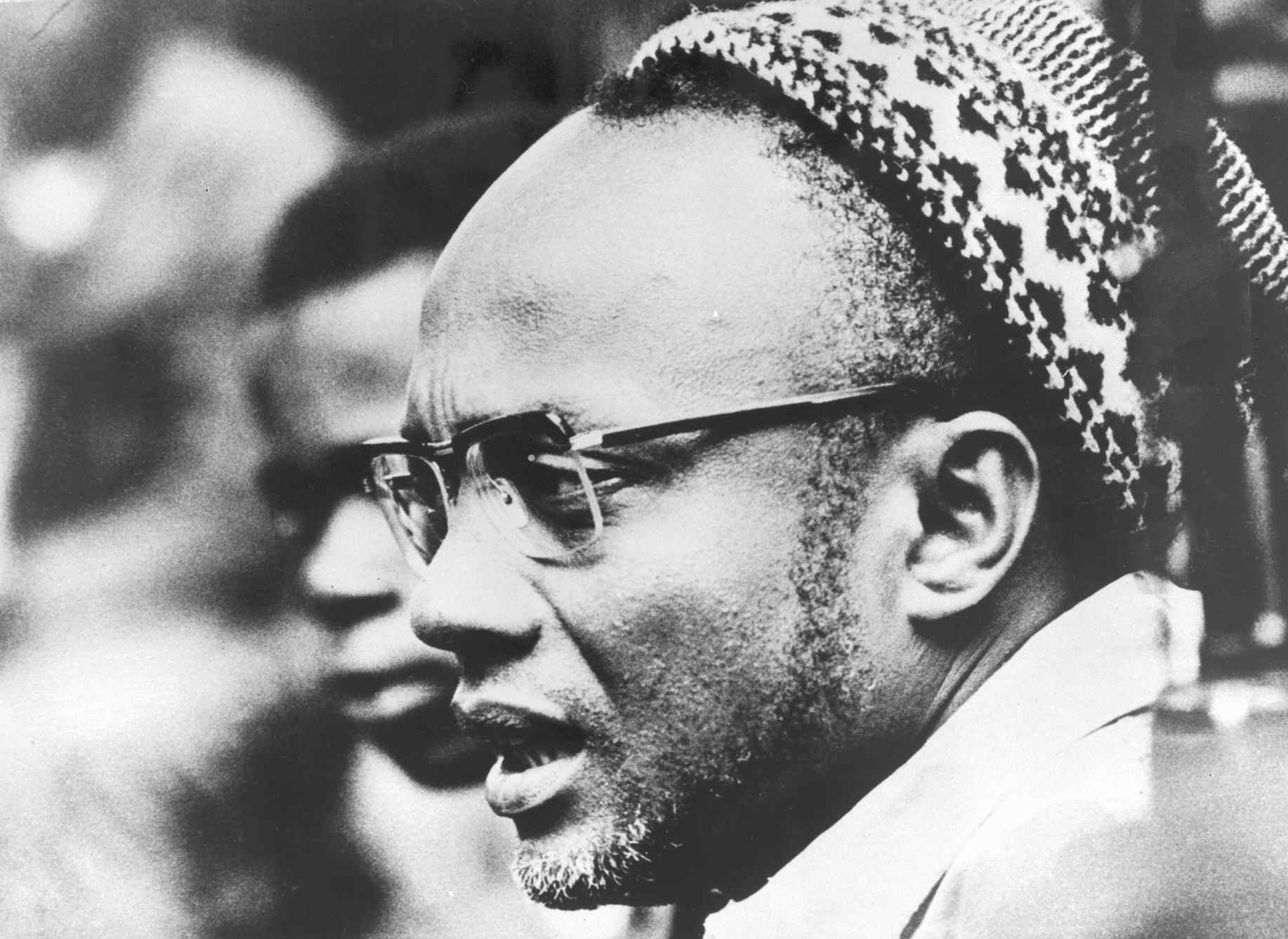
Cabral mit einer traditionellen Mütze, der Sumbia, während des Cassacá Kongresses von 1964, bei einer Versammlung der PAIGC

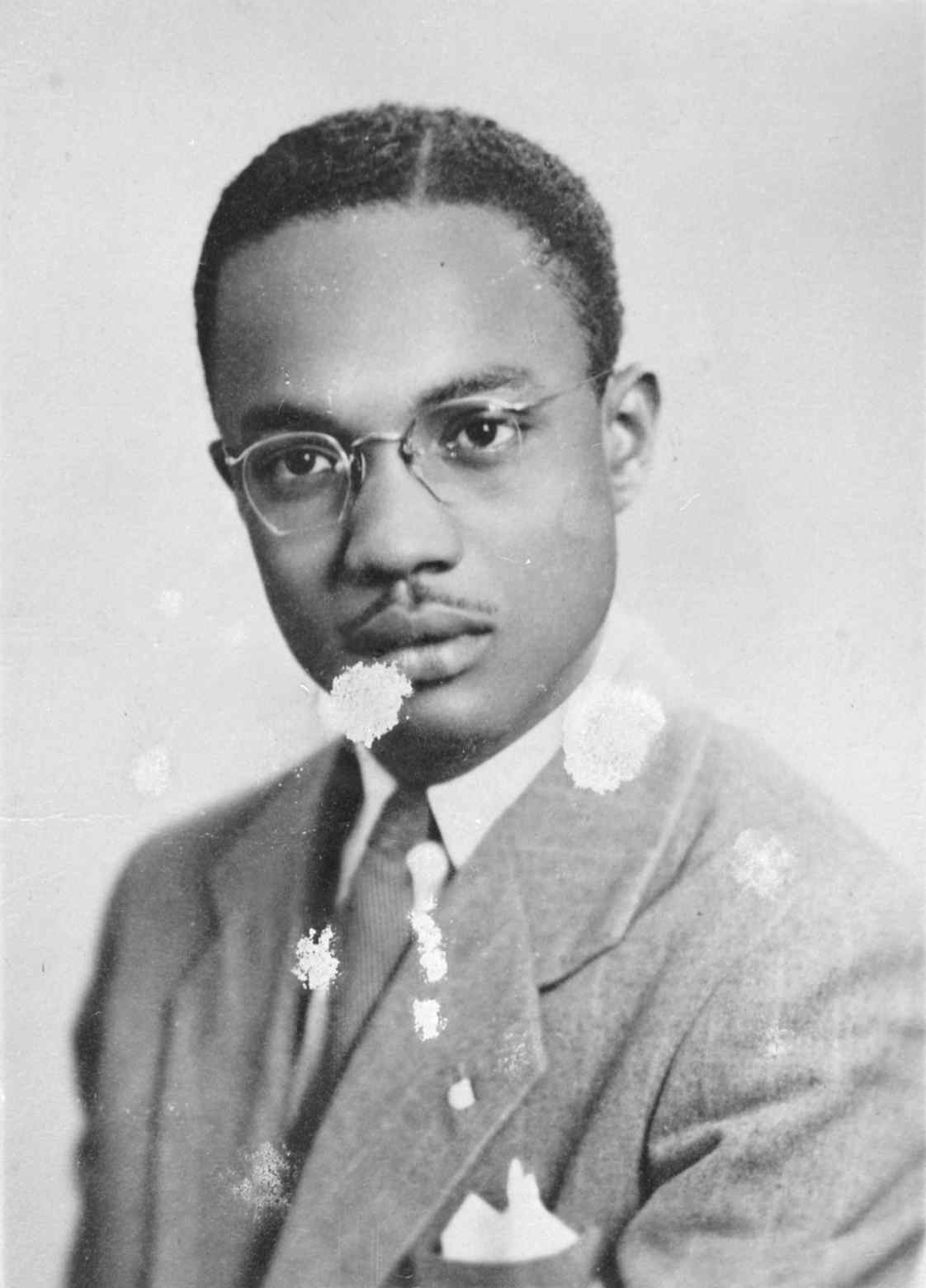
Porträtfoto von Amílcar Cabral im Alter von 23 Jahren

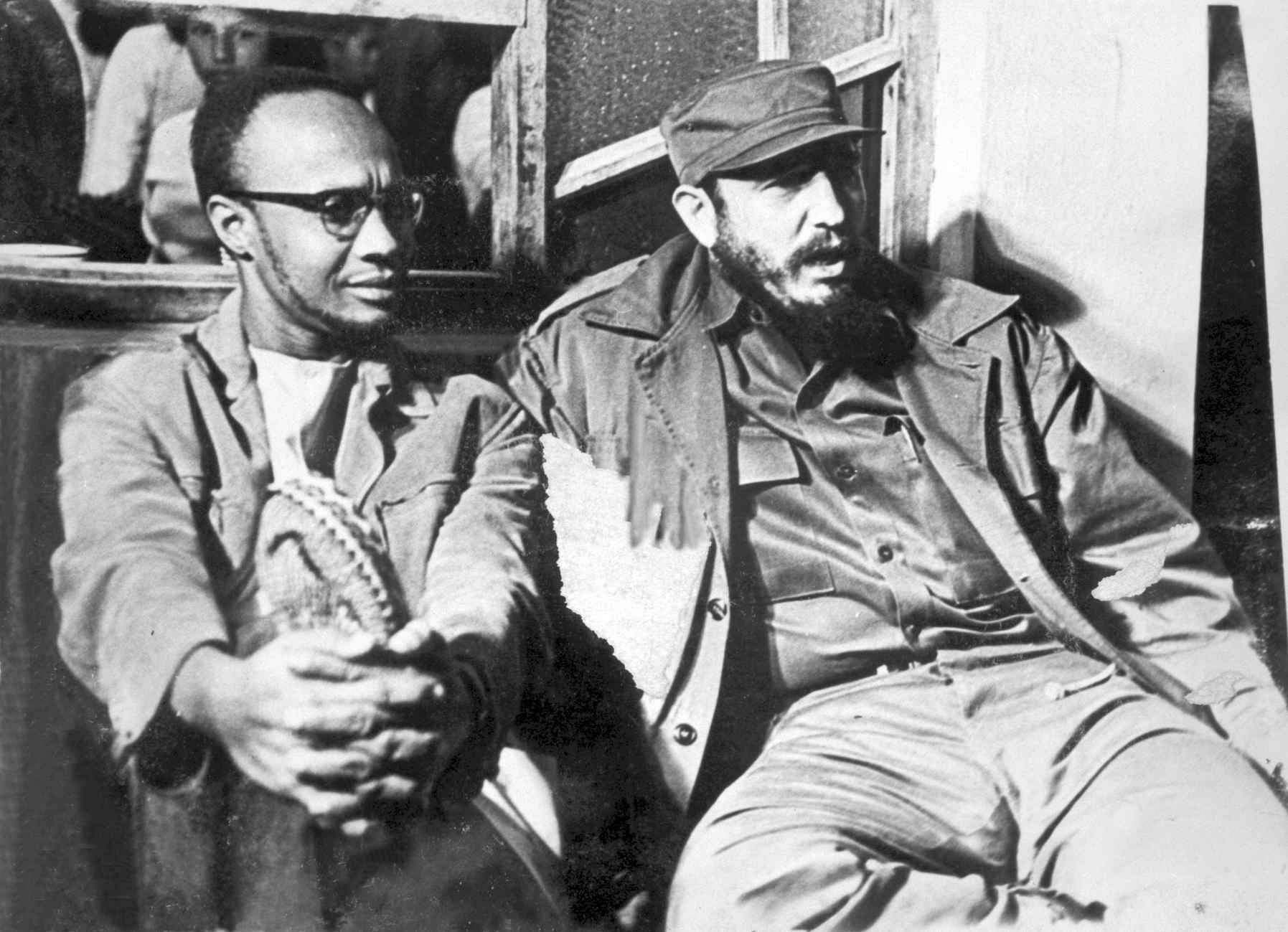
Amílcar Cabral und Fidel Castro in Kuba während der Tricontinental Conference 1966

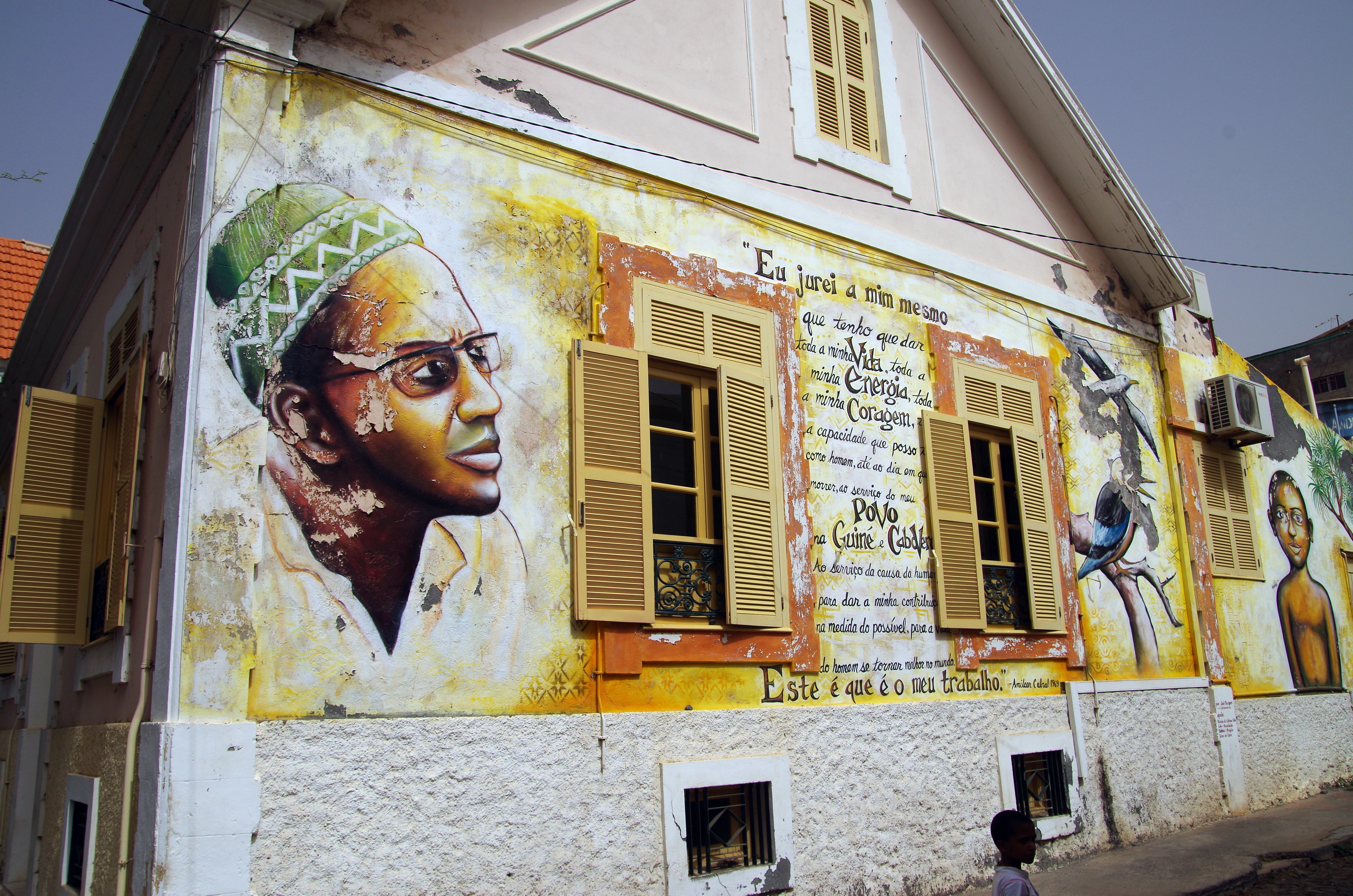
Wandbild an der Amílcar Cabral Stiftung in Praia, Kap Verde

Amílcar Lopes Cabral (* 12. September 1924 in Bafatá, Portugiesisch-Guinea; † 20. Januar 1973 in Conakry, Guinea) war ein guinea-bissauischer und kapverdischer Politiker, Dichter, Intellektueller, Theoretiker, Diplomat, Agrarwissenschaftler und Unabhängigkeitskämpfer.

## Leben

### Frühe Jahre
Er wurde am 12. September 1924 in Bafatá in Portugiesisch-Guinea als Sohn kapverdischer Eltern geboren. Seine Mutter Iva Pinhel Évora war dem Vater Juvenal Lopes Cabral nach Guinea-Bissau gefolgt, der dort als Lehrer arbeitete.
Als Amílcar acht Jahre alt war, kehrte die Familie auf die Kapverden zurück. So wurde Mindelo, die Hafenstadt von São Vicente, mit ihrem internationalen Flair und ihrer Weltoffenheit zum prägenden Umfeld Cabrals, der hier 1943 die Reifeprüfung ablegte. Als Schüler arbeitete er beim örtlichen Radiosender, verfasste Gedichte und politische Schriften zur Unterstützung einer kapverdischen, kreolischen Identität.
Im folgenden Jahr zog die Familie in die Hauptstadt Praia, wo er bei der Nationaldruckerei arbeitete, bis er 1945 ein Stipendium zum Studium tropischer Landwirtschaft und Wasserbau am Instituto Superior de Agronomia in Lissabon, der Hauptstadt der damaligen Kolonialmacht Portugal, erhielt. 1951 half er bei der Etablierung des Centro de Estudos Africanos (etwa: „Zentrum für Afrikanistik“) und befürwortete die „Reafrikanisierung des Verstands“. Hier bildeten sich in der afrikanischen Studentenschaft politische Zirkel, denen zahlreiche spätere Unabhängigkeitskämpfer aus Kap Verde, Guinea-Bissau, Angola und Mosambik angehörten, vor allem in der Casa dos Estudantes do Império. Er kam dabei mit Agostinho Neto und Eduardo Mondlane in Kontakt. Nach Abschluss des Studiums 1950 folgten zwei Arbeitsjahre in Santarém (Portugal).

### Politisches Leben
1952 kehrte er als Landwirtschaftsingenieur nach Guinea-Bissau zurück, um eine Tätigkeit in der kolonialen Agrar- und Forstverwaltung (Serviços Agrícolas e Florestais da Guiné) aufzunehmen. Hier hatte er die Gelegenheit, die erste Landwirtschaftsanalyse des Landes unter den Gesichtspunkten der Bodentopografie und Agrarproduktion vorzunehmen. Diese Tätigkeit bot ihm die Möglichkeit, die örtlichen Probleme des Landes und seine Bewohner kennenzulernen.
Seine politischen Aktivitäten unter den Bauern waren der Kolonialverwaltung und der politischen Polizei (PIDE) ein Dorn im Auge. Als sich nach zwei Jahren seiner Tätigkeit der Konflikt mit dem Gouverneur zuspitzte, musste Cabral nach Angola fliehen. Mit Aristides Pereira, seinem Bruder Luís Cabral und weiteren jungen Leuten gründete Amílcar Cabral 1956 die PAI, die wegen verwirrender Namensgleichheit mit einer senegalesischen Partei bald umbenannt wurde in Partido Africano para a Independência da Guiné e do Cabo Verde (PAIGC, portugiesisch für „Afrikanische Partei für die Unabhängigkeit von Guinea und Kap Verde“).
In Ghana errichtete er Ausbildungslager mit der Genehmigung von Kwame Nkrumah, um den Unabhängigkeitskampf vorzubereiten. 1963 verließ die Partei den Untergrund und eröffnete ein Büro im Nachbarland Guinea, das unter Ahmed Sékou Touré einen diktatorischen, streng antikolonialen Kurs verfolgte. Im selben Jahr, nach der blutigen Zerschlagung eines Streiks der Hafenarbeiter von Pidjiguiti (Guinea-Bissau) durch portugiesische Kolonialtruppen, begann die PAIGC den bewaffneten Aufstand, der sich zu einem von 1963 bis 1974 dauernden Kolonialkrieg ausweitete. Während des Konfliktes wurde Cabral der De-facto-Leiter des Gebietes, das später zu Guinea-Bissau wurde.
Cabral trieb zugleich die politische Konfrontation auf internationaler Ebene voran. Er vertrat die Sache Kap Verdes und Guineas vor den Vereinten Nationen, 1970 in einer Privataudienz bei Papst Paul VI., vor europäischen Parlamenten und afrikanischen Politikern sowie in den Medien. Seine antikolonialistische Haltung in Verbindung mit einem klaren Bekenntnis zur Blockfreiheit sowie seine überzeugende intellektuelle Persönlichkeit machten ihn zu einem geachteten Partner der Sozialistischen Internationale und zum persönlichen Freund Olof Palmes und François Mitterrands.
Das portugiesische Militär und die politische Polizei PIDE versuchten mehrmals, Cabral zu töten, unter anderem im November 1970 bei einem Überfall auf Conakry, der als Portuguese Raid oder Mar Verde bekannt wurde. Diese Aktion zielte auf den Tod Cabrals und des guineischen Präsidenten Ahmed Sékou Touré sowie die Zerstörung der guineischen Kampfflugzeuge am Boden ab. Während Cabrals Frau Maria Helena und die Kinder mit dem Schrecken davonkamen, wurde die Familie eines Arztes in der Nachbarwohnung schwer verletzt und ein Kind getötet.
Ab 1972 geriet die portugiesische Kolonialarmee immer mehr in die Defensive und musste sich teilweise fluchtartig zurückziehen.

### Tod und Nachwirkung
Am 20. Januar 1973 putschte ein Teil der Armee der PAIGC gegen die Kapverdier an der Spitze der Partei. Cabral und seine Frau wurden vor ihrer Wohnung in Conakry aufgehalten, und als sich Amílcar Cabral nicht fesseln ließ, erschoss ihn Inocêncio Cani, ein Offizier der Marine. Letztlich vereitelte das Eingreifen des guineischen Präsidenten und seiner Truppen den Putsch.
Auch wenn die unmittelbaren Mörder bekannt sind, bleiben die konkreten Hintergründe des Attentats bis heute im Dunkeln. Die Ermordung stand im Zusammenhang mit Konflikten innerhalb der PAIGC, bei denen Guinea-Bissauer sich gegen den als zu groß empfundenen Einfluss der Kapverdier in Guinea-Bissau und seinem Unabhängigkeitskampf wandten.
In den folgenden Monaten erreichte die PAIGC die Kontrolle über den größten Teil des Landes und erklärte 1973 einseitig die Unabhängigkeit Guinea-Bissaus.
In Portugal setzte die Revolution vom 25. April 1974, in der die linksgerichtete Armeegruppe Movimento das Forças Armadas von jungen Offizieren der unteren Ränge, unterstützt durch die politischen Opposition, der autoritär-korporativistischen Diktatur des „Estado Novo“ ein Ende. Portugals neue Regierung kündigte sofort den Rückzug aus den Kolonien an. Im Falle von Guinea-Bissau erkannte sie die PAIGC-Regierung an, die nunmehr an den Aufbau eines unabhängigen Landes gehen konnte.

## Ehrungen
- Der Todestag Amílcar Cabrals ist heute der Nationalfeiertag der Republik Kap Verde.
- 1975 wurde der Flughafen auf Sal in Amílcar Cabral International Airport umbenannt.
- Zum 5. Todestag 1978 erschien in der DDR eine von Lothar Grünewald gestaltete 20Pf.-Briefmarke (Michel-Nr.: DDR 2293)
- Südafrika verlieh 2004 postum die Auszeichnung Order of the Companions of OR Tambo in Gold.[6]
- Ab 2011 wurde sein Geburtshaus in Bafatá mit Hilfe der UNESCO restauriert und zu einem Museum ausgebaut, das nun kostenfrei besucht werden kann.[7]
- Zu seinem 50. Todestag widmete ihm die Universitätsbibliothek Basel im Herbst 2023 eine Ausstellung.[8]
- Die höchste Auszeichnung von Guinea-Bissau ist die Medalha Amílcar Cabral.[9]

## Ausgewählte Werke
- National Liberation and Culture. In: Occasional Paper. Program of Eastern African Studies, Maxwell Graduate School of Citizenship and Public Affairs, Syracuse University, 57 (1970).
- Return to the Source. Selected Speeches. New York (Monthly Review Press) 1973, ISBN 0-85345-345-4.
- La descolonización del Africa portuguesa: Guinea-Bissau. Buenos Aires (Ediciones Perieferia) 1975.
- Unity and Struggle. Speeches and Writings. (Übers.), New York (Monthly Review Press) 1979, ISBN 0-85345-525-2.
- Estudos agrários. Lissabon, Bissau (Instituto de Investigacão Científica Tropical, Instituto Nacional de Estudos e Pesquisa) 1988.